# (33555) Nataliebush
1999 JV19 (asteroide 33555) é um asteroide da cintura principal. Possui uma excentricidade de 0.11090020 e uma inclinação de 5.20802º.
Este asteroide foi descoberto no dia 10 de maio de 1999 por LINEAR em Socorro.